# Матчи мужской сборной России по волейболу 2011
В сезоне 2011 года сборная России под руководством Владимира Алекно приняла участие в трёх официальных турнирах, стала победителем Мировой лиги и Кубка мира, а также заняла 4-е место на чемпионате Европы.

## Хроника сезона
22 декабря 2010 года сборная России во второй раз была доверена Владимиру Алекно, сменившему на посту главного тренера итальянца Даниэле Баньоли. Перед наставником казанского «Зенита» стояла задача создания новой команды — прообраза олимпийской сборной Лондона-2012:
Когда в 2010 году я вернулся в сборную, собрал всех кандидатов и мы обсудили ключевые отличия новой сборной. Во-первых, и я, и игроки отказались от зарплаты в сборной — только премиальные за победу в турнире. Во-вторых, я обязал всех выучить гимн. Патриотизм стал объединяющим фактором. В-третьих, всем нам нужно было отодвинуть на второй план свою личную жизнь и семьи, как бы это жёстко ни звучало. Мы поменяли отношение к работе и дисциплине. Все игроки эти условия приняли и с этой базой мы начали подготовку к Олимпиаде.
5 мая на базе в подмосковном Новогорске команда приступила к тренировкам под руководством помощника Алекно Олега Молибоги, 20 и 21 мая открыла сезон товарищескими матчами со сборной Польши, приуроченными к празднованию 35-летия победы поляков на Олимпиаде в Монреале, 27 мая в Уфе стартовала в первом официальном турнире сезона — Мировой лиге.
На Мировой лиге в распоряжении наставника фактически имелся только один диагональный — Максим Михайлов, поскольку у лучшего игрока чемпионата России-2010/11 Семёна Полтавского была обнаружена межпозвоночная грыжа, а лидер новосибирского «Локомотива» Николай Павлов остался вне заявки на официальные турниры из-за лимита на натурализованных спортсменов. Павлов, имевший опыт выступлений за сборную Украины, мог конкурировать за место в заявке с экс-связующим сборной Беларуси Александром Бутько, однако травма другого связующего, Сергея Макарова, не оставила тренерам выбора и единственную вакансию натурализованного игрока в итоге занял Бутько.
В 2011 году в сборной России дебютировали доигровщики Алексей Спиридонов и Дмитрий Ильиных, а также либеро Хачатур Степанян, причём Ильиных в ряде матчей подменял Михайлова на позиции диагонального, а Степанян заявлялся как полевой игрок и выходил на площадку для помощи на приёме. Впервые с 2003 года в сборную был вызван либеро Александр Соколов и впервые с 2005 года — центральный блокирующий Николай Апаликов. Новым капитаном сборной России вместо Сергея Макарова выбрали доигровщика Тараса Хтея. После неудачного прошлогоднего чемпионата мира получил новый шанс войти в обойму сборной его коллега по амплуа Денис Бирюков, в то время как Юрий Бережко не смог помочь команде, потому что после завершения клубного сезона в итальянской «Модене» перенёс операцию на коленях. Остались в команде её многолетние лидеры — связующий Сергей Гранкин и блокирующий Александр Волков, а также ещё один центральный — Дмитрий Мусэрский, ярко заявивший о себе в прошлом сезоне.
Календарь интерконтинентального раунда Мировой лиги получился для россиян весьма необычным: команда провела восемь домашних матчей подряд и только четыре выездных — против Германии и Болгарии. Все матчи со сборной Японии состоялись на площадках сборной России ввиду неблагоприятной экологической обстановки в Стране восходящего солнца после аварии на АЭС Фукусима I.
В Уфе, Калининграде и Сургуте российская команда собирала аншлаги и добилась максимального результата — 8 побед, 24 очка из 24 возможных в турнирной таблице, несмотря на то, что из-за проблем со здоровьем несколько матчей пропустили Сергей Гранкин и Дмитрий Мусэрский. Во время первой зарубежной гастроли в Берлине сборная обеспечила себе путёвку в «Финал восьми» (для этого было необходимо выиграть у немцев два сета) и продлила победную серию до десяти матчей. Заключительные поединки интерконтинентального раунда в Варне имели турнирное значение только для сборной Болгарии, от которой россияне всё же потерпели одно поражение. Для Алекно были очень важны эмоции игроков после этого матча:
Они очень расстроились. По-настоящему расстроились. И я — тоже. У нашей сборной нет ненужных матчей. Она нуждается в победах, нуждается в том, чтобы они вошли в привычку, превратились, что ли, в идеологию. Нуждается в том, чтобы эмоциями компенсировать какие-то технические, тактические недостатки.
На финальном этапе сборной России предстояло провести 5 матчей за 5 дней в гигантском зале Ergo Arena, расположенном на границе Гданьска и Сопота. Одержав победы над олимпийским чемпионом Пекина-2008 сборной США и финалистом последнего чемпионата мира сборной Кубы, россияне обеспечили себе выход в полуфинал, как и их соперники по заключительному матчу финальной группы бразильцы. На очную встречу обе команды вышли в наполовину экспериментальных составах, а завершилась она разгромом трёхкратных чемпионов мира. Однако это была только пристрелка перед генеральным сражением, которое состоялось через два дня и имело совсем иной сценарий. На пути к нему в полуфинале сборная России одержала трудную победу со счётом 3:1 над поддерживаемыми десятью тысячами зрителей поляками, а бразильцы победили Аргентину (один из сетов этого поединка завершился с необычным счётом 42:40).
Начало финального матча осталось за бразильцами — 12:8, к концовке первой партии с небольшим преимуществом подошли уже россияне — 21:19, но ошибки на приёме планирующей подачи вышедшего в рамках двойной замены связующего Марлона решили судьбу сета в пользу «канариньос». Ключевым моментом второй партии стала замена Сергея Гранкина на Александра Бутько после того, как при счёте 10:7 сборная России проиграла пять розыгрышей подряд. Новый связующий идеально вошёл в игру, сумев эффективно задействовать Максима Михайлова. В итоге бразильцы не удержали инициативу, в упорной концовке Александр Волков отличился атакой первым темпом и блоком, а затем Денис Бирюков пайпом принёс победное 27-е очко. В начале третьего сета при приземлении на ногу соперника повредил голеностоп Михайлов, и его ненадолго, но очень надёжно подменил Дмитрий Ильиных. Счёт 14:9 в пользу россиян не гарантировал им лёгкого завершения партии и всё же благодаря уверенной игре в сложных ситуациях Тараса Хтея, поддержанной его партнёрами по команде, чаша весов склонилась в пользу России. В сете № 4 бразильцы, однако, сразу вышли вперёд, а их соперников совершенно разладилась подача. Встреча закономерно перетекла решающую, пятую партию. По её ходу двойная замена бразильцев впервые не сработала, а после того как атаки сильнейших нападающих «канариньос» Мурило и Тео не справились с блоком, счёт стал 14:10 в пользу России. Со второго матчбола победную точку поставил Максим Михайлов, с 26 очками ставший самым результативным игроком матча.
Так сборная России во второй раз в истории и спустя девять лет после первого триумфа стала победителем Мировой лиги. Более того, победа, одержанная в 2002 году под руководством Геннадия Шипулина, оставалась последним выигранным Россией турниром под эгидой FIVB. Единственным обладателем двух золотых медалей Мировой лиги стал Тарас Хтей.
После Мировой лиги сборная России около месяца тренировалась на базе «Волей Град» под Анапой, а в конце августа приняла участие в традиционном Мемориале Вагнера в польском городе Катовице, заняв на этом турнире 2-е место. Перед вылетом команды в Польшу было объявлено об отчислении из состава Алексея Спиридонова с формулировкой «за неоднократное нарушение спортивного режима и дисциплины». На сентябрьский чемпионат Европы вместо Спиридонова отправился Евгений Сивожелез. Также Алекно внёс в заявку на континентальное первенство дебютанта, 22-летнего леворукого диагонального Максима Жигалова.
Сборная России завершила групповой турнир чемпионата Европы без поражений и, заняв первое место в своей группе, напрямую попала в четвертьфинал и, победив в нём болгар, отправилась из Карловых Вар в Вену на решающие матчи турнира. В стартовом составе полуфинального матча против Сербии не вышел Дмитрий Мусэрский, который, как выяснилось, оставил свою майку в отеле, прихватив вместо неё майку из второго комплекта Максима Жигалова. На разминку Мусэрский вышел в запасной форме Тараса Хтея с номером 14 (цифра 1 к игровому номеру капитана была прилеплена пластырем), а в игре смог появиться только после того, как генеральный менеджер сборной Роман Станиславов вернулся из гостиницы со злополучной майкой — при счёте 18:18 в первом сете. Сборная России выигрывала со счётом 2:1 по сетам, в четвёртой партии имела четыре матчбола, но последнего шага до победы так и не сделала. На тай-брейке российская команда смогла достать сербов после счёта 6:10, однако соперники первыми заработали матчбол, на котором судья не зафиксировал касания блока после атаки Максима Михайлова. На следующий день после тяжёлого и досадного поражения российская команда продемонстрировала невыразительную игру с поляками и, как и двумя годами ранее, осталась вне пьедестала чемпионата Европы.
Несмотря на неудачу на чемпионате Европы сборная России благодаря wild card, предоставленной 5 октября Международной федерацией волейбола, вошла в число участников Кубка мира, на котором разыгрывались три путёвки в олимпийский Лондон-2012. В заявку сборной России впервые за 5 лет не попал Сергей Гранкин, получивший травму колена в одном из матчей своего клуба, с серьёзным повреждением бедра поехал в Японию Тарас Хтей. Вместо Гранкина в сборную был вызван Сергей Макаров, но в роли основного связующего на Кубке мира выступил Александр Бутько, также в заявке появились диагональный Павел Круглов, либеро Алексей Обмочаев и два именитых волейболиста, в коллекции медалей которых есть золото Кубка мира 1999 года — доигровщик Сергей Тетюхин и диагональный Роман Яковлев.
После первого раунда Кубка мира в Кагосиме сборная России занимала первое место в турнирной таблице, одержав три победы с общим счётом 9:1. Примечательной получилась концовка третьего сета матча против сборной США, в которой подопечные Алекно уступали со счётом 18:23, но после взятого тренером тайм-аута набрали 4 очка подряд, а затем довели партию и матч до победы — 26:24 и 3:0. Второй раунд Кубка мира в Кумамото начинался для россиян встречей со сборной Бразилии. Трёхкратные чемпионы мира, несмотря на отсутствие в своём составе получившего травму на старте турнира доигровщика Данте, вернули «долг» за Мировую лигу, разгромив своих июльских обидчиков в трёх сетах. Относительно равной получилась только третья партия, на которую Алекно выпустил резервного диагонального Павла Круглова, поставив в приём Максима Михайлова. Самым результативным игроком встречи стал неувядаемый Сергей Тетюхин, набравший 14 очков, в том числе исполнивший 4 эйса, однако непозволительно большое количество ошибок сборной России на подаче и в атаке (29 против 14 у соперника) перечеркнули все усилия.
Тем не менее определяющим на турнире стал третий этап. В Хамамацу «канариньос» потерпели два поражения, а россияне отдали соперникам лишь один сет и продолжили погоню теперь уже за сборной Польши, столь же уверенно сыгравшей в параллельной группе в Фукуоке. На заключительном отрезке турнира в Токио первая выигранная партия у сборной Ирана (со счётом 31:29, с шестого сетбола) гарантировала сборной России путёвку в Лондон-2012, а две выигранных партии в заключительном матче с поляками — победу на Кубке мира. При счёте 2:1 Владимир Алекно поменял на площадке почти весь состав, и вышедшие со скамейки игроки поставили красивую точку в турнире — 3:2, вытащив невероятную пятую партию со счёта 9:14.
Во всех турнирах 2011 года индивидуальными призами награждался основной диагональный сборной России Максим Михайлов. По итогам Мировой лиги он получил приз самому ценному игроку (MVP) и лучшему блокирующему, на чемпионате Европы стал самым результативным и лучшим нападающим, на Кубке мира был удостоен второго за сезон приза MVP.
4 декабря, в заключительный день Кубка мира и всего сезона сборной, Владимиру Алекно исполнилось 45 лет. Под его руководством российская команда впервые в своей истории выиграла за один год сразу два соревнования Международной федерации волейбола:
Когда в 2011 году мы выиграли Мировую лигу, сборная совершенно изменилась. Команда почувствовала вкус победы, у ребят загорелись глаза, не было равнодушных к делу. Я больше ни разу не слышал слов «устали» или «нам тяжело». Парни работали на износ. Ещё через полгода мы выиграли Кубок мира и тогда стало понятно, что у нас есть Команда с большой буквы.

## Статистика матчей
В 2011 году сборная России провела 34 официальных матча, из которых 30 выиграла.
| № 1 (483) | 27 мая. Уфа. Россия — Япония — 3:0 (25:22, 25:20, 25:18). Мировая лига. Интерконтинентальный раунд                          |
| Россия: Сергей Гранкин — 1 (1, 0, 0), Максим Михайлов — 9 (7, 0, 2), Тарас Хтей — 9 (8, 1, 0), Алексей Спиридонов — 16 (14, 2, 0), Дмитрий Мусэрский — 8 (5, 2, 1), Александр Волков — 10 (7, 3, 0), Александр Соколов (л), Дмитрий Ильиных, Александр Бутько, Денис Бирюков — 5 (4, 1, 0). Япония: Дайсукэ Усами, Кунихиро Симидзу — 12 (11, 0, 1), Юта Ёнэяма — 4 (4, 0, 0), Юсукэ Исидзима — 6 (6, 0, 0), Такааки Томимацу — 11 (8, 3, 0), Кота Ямамура — 3 (3, 0, 0), Осаму Танабэ (л), Такахиро Ямамото, Ю Косикава — 5 (5, 0, 0), Юта Абэ, Тацуя Фукудзава. Очки — 75:60 (атака — 46:37, блок — 9:3, подача — 3:1, ошибки соперника — 17:19). Время матча — 1:23. «Уфа-Арена». 4794 зрителя. Отчёт. | |
| № 2 (484) | 28 мая. Уфа. Россия — Япония — 3:1 (22:25, 25:19, 25:12, 25:12). Мировая лига. Интерконтинентальный раунд                   |
| Россия: Сергей Гранкин — 1 (1, 0, 0), Максим Михайлов — 13 (11, 2, 0), Тарас Хтей — 4 (4, 0, 0), Алексей Спиридонов — 10 (9, 1, 0), Николай Апаликов — 2 (1, 1, 0), Александр Волков — 9 (4, 5, 0), Александр Соколов (л), Дмитрий Ильиных — 3 (3, 0, 0), Денис Бирюков — 12 (7, 5, 0), Дмитрий Мусэрский — 14 (8, 3, 3), Александр Бутько. Япония: Дайсукэ Усами — 3 (2, 0, 1), Кунихиро Симидзу — 12 (12, 0, 0), Ю Косикава — 8 (8, 0, 0), Юсукэ Исидзима — 10 (10, 0, 0), Такааки Томимацу — 3 (3, 0, 0), Кота Ямамура — 4 (2, 1, 1), Осаму Танабэ (л), Ёсифуми Судзуки, Такахиро Ямамото — 5 (5, 0, 0), Юта Ёнэяма, Тацуя Фукудзава — 4 (4, 0, 0), Юта Абэ. Очки — 97:68 (атака — 48:46, блок — 17:1, подача — 3:2, ошибки соперника — 29:19). Время матча — 1:38. «Уфа-Арена». 4257 зрителей. Отчёт.                                                                  | |
| № 3 (485) | 3 июня. Калининград. Россия — Германия — 3:0 (29:27, 25:23, 25:23). Мировая лига. Интерконтинентальный раунд                |
| Россия: Сергей Гранкин — 1 (1, 0, 0), Максим Михайлов — 17 (13, 2, 2), Тарас Хтей — 13 (11, 2, 0), Алексей Спиридонов — 12 (11, 0, 1), Николай Апаликов — 4 (3, 0, 1), Александр Волков — 8 (5, 3, 0), Александр Соколов (л), Александр Бутько — 1 (1, 0, 0), Дмитрий Мусэрский. Германия: Симон Тишер — 1 (0, 0, 1), Йохен Шёпс — 14 (13, 1, 0), Себастьян Шварц — 3 (3, 0, 0), Роберт Кромм — 13 (13, 0, 0), Маркус Бёме — 5 (2, 1, 2), Штефан Хюбнер — 13 (7, 5, 1), Фердинанд Тилле (л), Денис Калиберда — 4 (4, 0, 0), Кристиан Дюннес — 1 (1, 0, 0), Патрик Штойервальд, Маркус Попп. Очки — 79:73 (атака — 45:43, блок — 7:7, подача — 4:4, ошибки соперника — 23:19). Время матча — 1:27. «Янтарный». 6435 зрителей. Отчёт. | |
| № 4 (486) | 4 июня. Калининград. Россия — Германия — 3:0 (25:23, 25:15, 25:22). Мировая лига. Интерконтинентальный раунд                |
| Россия: Сергей Гранкин — 1 (1, 0, 0), Максим Михайлов — 16 (14, 1, 1), Тарас Хтей — 3 (2, 1, 0), Алексей Спиридонов — 9 (8, 1, 0), Николай Апаликов — 12 (6, 3, 3), Александр Волков — 7 (4, 2, 1), Александр Соколов (л) — 1 (1, 0, 0), Денис Бирюков — 9 (5, 2, 2), Дмитрий Щербинин, Александр Бутько. Германия: Симон Тишер — 1 (1, 0, 0), Йохен Шёпс — 7 (7, 0, 0), Денис Калиберда — 4 (3, 1, 0), Роберт Кромм — 7 (7, 0, 0), Маркус Бёме — 3 (0, 1, 2), Макс Гюнтер — 5 (1, 3, 1), Фердинанд Тилле (л), Себастьян Шварц — 4 (3, 1, 0), Патрик Штойервальд, Маркус Попп — 1 (1, 0, 0), Кристиан Дюннес — 3 (3, 0, 0). Очки — 75:60 (атака — 41:26, блок — 10:6, подача — 7:3, ошибки соперника — 17:25). Время матча — 1:14. «Янтарный». 3823 зрителя. Отчёт. | |
| № 5 (487) | 10 июня. Сургут. Россия — Болгария — 3:0 (25:15, 25:20, 25:18). Мировая лига. Интерконтинентальный раунд                    |
| Россия: Александр Бутько — 2 (0, 2, 0), Максим Михайлов — 12 (11, 0, 1), Тарас Хтей — 10 (9, 1, 0), Денис Бирюков — 13 (8, 3, 2), Николай Апаликов — 10 (3, 7, 0), Александр Волков — 10 (7, 3, 0), Александр Соколов (л), Хачатур Степанян. Болгария: Андрей Жеков, Владимир Николов — 7 (4, 1, 2), Матей Казийски — 7 (6, 1, 0), Тодор Алексиев — 9 (7, 2, 0), Христо Цветанов — 6 (2, 4, 0), Теодор Тодоров — 9 (3, 5, 0), Владислав Иванов (л), Валентин Братоев, Николай Пенчев. Очки — 75:53 (атака — 38:22, блок — 16:13, подача — 3:3, ошибки соперника — 18:15). Время матча — 1:16. «Энергетик». 5450 зрителей. Отчёт. | |
| № 6 (488) | 11 июня. Сургут. Россия — Болгария — 3:0 (25:14, 27:25, 25:20). Мировая лига. Интерконтинентальный раунд                    |
| Россия: Александр Бутько — 1 (0, 1, 0), Максим Михайлов — 22 (18, 4, 0), Тарас Хтей — 7 (4, 3, 0), Денис Бирюков — 10 (9, 1, 0), Николай Апаликов — 5 (3, 2, 0), Александр Волков — 11 (8, 3, 0), Александр Соколов (л), Хачатур Степанян, Дмитрий Ильиных. Болгария: Андрей Жеков — 2 (2, 0, 0), Владимир Николов — 9 (9, 0, 0), Матей Казийски — 11 (9, 0, 2), Тодор Алексиев — 1 (1, 0, 0), Христо Цветанов — 2 (0, 2, 0), Теодор Тодоров — 3 (0, 3, 0), Владислав Иванов (л), Валентин Братоев — 7 (5, 2, 0), Николай Пенчев, Цветан Соколов — 7 (4, 2, 1), Георгий Братоев. Очки — 77:59 (атака — 42:30, блок — 14:9, подача — 0:3, ошибки соперника — 21:17). Время матча — 1:24. «Энергетик». 5350 зрителей. Отчёт. | |
| № 7 (489) | 18 июня. Сургут. Россия — Япония — 3:0 (25:22, 25:15, 25:20). Мировая лига. Интерконтинентальный раунд                      |
| Россия: Александр Бутько — 2 (1, 1, 0), Дмитрий Ильиных — 10 (9, 0, 1), Тарас Хтей — 10 (9, 1, 0), Денис Бирюков — 15 (11, 2, 2), Николай Апаликов — 7 (3, 4, 0), Александр Волков — 12 (3, 6, 3), Александр Соколов (л), Хачатур Степанян (л), Сергей Гранкин, Максим Михайлов — 1 (1, 0, 0), Алексей Спиридонов — 3 (3, 0, 0). Япония: Юта Абэ — 2 (2, 0, 0), Кунихиро Симидзу — 7 (6, 1, 0), Тацуя Фукудзава — 12 (11, 0, 1), Ю Косикава — 2 (2, 0, 0), Такааки Томимацу, Кота Ямамура — 3 (3, 0, 0), Дайсукэ Сакай (л), Юта Агэба — 6 (6, 0, 0), Ёсифуми Судзуки — 3 (3, 0, 0), Дайсукэ Усами — 1 (1, 0, 0), Юсукэ Исидзима — 3 (2, 1, 0). Очки — 75:57 (атака — 40:36, блок — 14:2, подача — 6:1, ошибки соперника — 15:18). Время матча — 1:10. «Энергетик». 5660 зрителей. Отчёт.                                                                                   | |
| № 8 (490) | 19 июня. Сургут. Россия — Япония — 3:0 (25:15, 25:18, 25:21). Мировая лига. Интерконтинентальный раунд                      |
| Россия: Сергей Гранкин, Дмитрий Ильиных — 8 (6, 1, 1), Денис Бирюков — 15 (9, 2, 4), Алексей Спиридонов — 9 (7, 1, 1), Николай Апаликов — 8 (4, 2, 2), Дмитрий Щербинин — 10 (8, 1, 1), Александр Соколов (л), Александр Бутько, Максим Михайлов — 4 (4, 0, 0). Япония: Дайсукэ Усами, Кунихиро Симидзу — 1 (1, 0, 0), Тацуя Фукудзава — 7 (7, 0, 0), Ю Косикава — 9 (9, 0, 0), Ёсифуми Судзуки — 7 (5, 1, 1), Кота Ямамура — 6 (4, 1, 1), Дайсукэ Сакай (л), Юта Агэба — 5 (5, 0, 0), Юта Ёнэяма — 5 (5, 0, 0), Юсукэ Исидзима. Очки — 75:54 (атака — 38:36, блок — 7:2, подача — 9:2, ошибки соперника — 21:14). Время матча — 1:10. «Энергетик». 5130 зрителей. Отчёт. | |
| № 9 (491) | 23 июня. Берлин. Германия — Россия — 2:3 (14:25, 25:22, 25:21, 23:25, 7:15). Мировая лига. Интерконтинентальный раунд       |
| Германия: Патрик Штойервальд — 2 (1, 1, 0), Йохен Шёпс — 23 (20, 1, 2), Себастьян Шварц — 1 (1, 0, 0), Роберт Кромм — 23 (20, 2, 1), Макс Гюнтер, Штефан Хюбнер — 9 (8, 1, 0), Маркус Штойервальд (л), Маркус Бёме — 10 (7, 3, 0), Маркус Попп, Симон Тишер. Россия: Сергей Гранкин — 1 (1, 0, 0), Максим Михайлов — 18 (14, 2, 2), Тарас Хтей — 14 (11, 3, 0), Денис Бирюков — 14 (13, 0, 1), Николай Апаликов — 7 (3, 4, 0), Александр Волков — 12 (9, 3, 0), Александр Соколов (л), Дмитрий Ильиных — 2 (2, 0, 0), Александр Бутько, Алексей Спиридонов — 9 (8, 1, 0), Дмитрий Щербинин. Очки — 94:108 (атака — 57:61, блок — 8:13, подача — 3:3, ошибки соперника — 26:31). Время матча — 2:03. Max-Schmeling-Halle. 3751 зритель. Отчёт. | |
| № 10 (492) | 24 июня. Берлин. Германия — Россия — 1:3 (29:27, 20:25, 17:25, 26:28). Мировая лига. Интерконтинентальный раунд             |
| Германия: Патрик Штойервальд — 1 (0, 0, 1), Йохен Шёпс — 14 (12, 1, 1), Себастьян Шварц — 7 (6, 1, 0), Роберт Кромм — 14 (12, 0, 2), Маркус Бёме — 9 (5, 2, 2), Штефан Хюбнер — 13 (6, 6, 1), Маркус Штойервальд (л), Маркус Попп, Симон Тишер, Кристиан Дюннес, Денис Калиберда — 4 (4, 0, 0). Россия: Сергей Гранкин — 4 (1, 3, 0), Максим Михайлов — 21 (18, 1, 2), Дмитрий Ильиных — 16 (12, 3, 1), Алексей Спиридонов — 14 (14, 0, 0), Николай Апаликов — 2 (1, 1, 0), Дмитрий Щербинин — 4 (2, 2, 0), Александр Соколов (л), Тарас Хтей — 1 (0, 1, 0), Александр Бутько, Александр Волков — 6 (4, 1, 1), Денис Бирюков — 8 (4, 2, 2). Очки — 92:105 (атака — 45:56, блок — 10:14, подача — 7:6, ошибки соперника — 30:29). Время матча — 2:00. Max-Schmeling-Halle. 3750 зрителей. Отчёт.                                                                            | |
| № 11 (493) | 30 июня. Варна. Болгария — Россия — 3:1 (25:22, 18:25, 30:28, 25:20). Мировая лига. Интерконтинентальный раунд              |
| Болгария: Андрей Жеков — 5 (0, 2, 3), Цветан Соколов — 19 (17, 2, 0), Матей Казийски — 17 (17, 0, 0), Тодор Алексиев — 13 (11, 2, 0), Виктор Йосифов — 3 (0, 2, 1), Теодор Тодоров — 8 (3, 4, 1), Владислав Иванов (л), Николай Пенчев, Владимир Николов. Россия: Сергей Гранкин — 2 (0, 2, 0), Максим Михайлов — 21 (19, 0, 2), Тарас Хтей — 9 (7, 1, 1), Денис Бирюков — 16 (12, 4, 0), Дмитрий Мусэрский — 8 (6, 0, 2), Александр Волков — 15 (12, 2, 1), Александр Соколов (л), Николай Апаликов, Дмитрий Ильиных — 2 (2, 0, 0), Александр Бутько, Алексей Спиридонов — 5 (5, 0, 0), Хачатур Степанян. Очки — 98:95 (атака — 48:63, блок — 12:9, подача — 5:6, ошибки соперника — 33:17). Время матча — 1:59. Дворец культуры и спорта. 5950 зрителей. Отчёт. | |
| № 12 (494) | 1 июля. Варна. Болгария — Россия — 2:3 (14:25, 25:23, 13:25, 25:22, 12:15). Мировая лига. Интерконтинентальный раунд        |
| Болгария: Андрей Жеков — 2 (0, 2, 0), Цветан Соколов — 14 (13, 1, 0), Матей Казийски — 12 (11, 1, 0), Тодор Алексиев — 15 (15, 0, 0), Виктор Йосифов — 1 (0, 1, 0), Теодор Тодоров — 5 (2, 3, 0), Владислав Иванов (л), Николай Пенчев, Георгий Братоев, Мартин Божилов, Владимир Николов — 6 (5, 1, 0), Христо Цветанов — 1 (1, 0, 0). Россия: Сергей Гранкин — 3 (1, 2, 0), Максим Михайлов — 20 (16, 1, 3), Тарас Хтей — 15 (13, 1, 1), Денис Бирюков — 14 (11, 1, 2), Дмитрий Мусэрский — 19 (12, 5, 2), Александр Волков — 11 (6, 3, 2), Александр Соколов (л), Дмитрий Ильиных, Хачатур Степанян. Очки — 89:110 (атака — 47:59, блок — 9:13, подача — 0:10, ошибки соперника — 33:28). Время матча — 2:05. Дворец культуры и спорта. 5990 зрителей. Отчёт. | |
| № 13 (495) | 6 июля. Гданьск — Сопот. Россия — США — 3:1 (29:31, 25:16, 25:21, 25:22). Мировая лига. Финальный раунд                     |
| Россия: Сергей Гранкин — 3 (3, 0, 0), Максим Михайлов — 29 (21, 5, 3), Тарас Хтей — 15 (13, 1, 1), Денис Бирюков — 14 (12, 2, 0), Дмитрий Мусэрский — 9 (3, 5, 1), Александр Волков — 7 (4, 3, 0), Александр Соколов (л), Дмитрий Ильиных, Хачатур Степанян. США: Брайан Торнтон, Клейтон Стэнли — 15 (15, 0, 0), Мэттью Андерсон — 17 (14, 1, 2), Уильям Придди — 9 (8, 1, 0), Дэвид Ли — 14 (10, 4, 0), Райан Миллар — 7 (5, 1, 1), Ричард Лэмбурн (л), Эван Патак — 3 (1, 0, 2), Пол Лотман, Рассел Холмс. Очки — 104:90 (атака — 56:53, блок — 16:7, подача — 5:5, ошибки соперника — 27:25). Время матча — 1:52. Ergo Arena. 2284 зрителя. Отчёт. | |
| № 14 (496) | 7 июля. Гданьск — Сопот. Куба — Россия — 0:3 (20:25, 20:25, 20:25). Мировая лига. Финальный раунд                           |
| Куба: Йоандри Диас — 1 (1, 0, 0), Фернандо Эрнандес — 6 (5, 0, 1), Вильфредо Леон — 12 (9, 1, 2), Энри Бель — 8 (6, 2, 0), Роберто Камехо — 9 (7, 2, 0), Исбель Меса — 5 (5, 0, 0), Кейбель Гутьеррес (л), Яссель Пердомо, Леандро Масиас, Роландо Сепеда — 5 (5, 0, 0). Россия: Сергей Гранкин — 3 (2, 0, 1), Максим Михайлов — 12 (10, 1, 1), Тарас Хтей — 16 (15, 1, 0), Денис Бирюков — 6 (5, 0, 1), Дмитрий Мусэрский — 6 (4, 1, 1), Александр Волков — 8 (5, 3, 0), Александр Соколов (л), Алексей Спиридонов — 1 (1, 0, 0), Хачатур Степанян. Очки — 60:75 (атака — 38:42, блок — 5:6, подача — 3:4, ошибки соперника — 14:23). Время матча — 1:15. Ergo Arena. 2737 зрителей. Отчёт. | |
| № 15 (497) | 8 июля. Гданьск — Сопот. Бразилия — Россия — 0:3 (20:25, 20:25, 17:25). Мировая лига. Финальный раунд                       |
| Бразилия: Марлон — 1 (0, 0, 1), Леандро Висото — 12 (11, 1, 0), Браво — 3 (2, 0, 1), Данте — 8 (8, 0, 0), Сидан — 4 (3, 0, 1), Родриган — 4 (4, 0, 0), Сержио (л), Марио (л), Бруно, Тео — 2 (1, 1, 0), Лукас. Россия: Сергей Гранкин, Максим Михайлов — 11 (8, 3, 0), Тарас Хтей — 11 (9, 2, 0), Алексей Спиридонов — 10 (8, 0, 2), Николай Апаликов — 7 (3, 1, 3), Дмитрий Мусэрский — 10 (5, 2, 3), Александр Соколов (л), Дмитрий Ильиных — 4 (4, 0, 0), Александр Бутько — 1 (0, 0, 1), Хачатур Степанян, Денис Бирюков, Александр Волков. Очки — 57:75 (атака — 29:37, блок — 2:8, подача — 3:9, ошибки соперника — 23:21). Время матча — 1:12. Ergo Arena. 4534 зрителя. Отчёт. | |
| № 16 (498) | 9 июля. Гданьск — Сопот. Россия — Польша — 3:1 (25:22, 25:23, 22:25, 25:17). Мировая лига. Финальный раунд. 1/2 финала      |
| Россия: Сергей Гранкин — 1 (1, 0, 0), Максим Михайлов — 24 (19, 5, 0), Тарас Хтей — 13 (12, 1, 0), Денис Бирюков — 13 (10, 1, 2), Дмитрий Мусэрский — 13 (5, 3, 5), Александр Волков — 11 (10, 0, 1), Александр Соколов (л), Дмитрий Ильиных, Николай Апаликов, Хачатур Степанян. Польша: Лукаш Жигадло — 3 (1, 2, 0), Якуб Ярош — 4 (4, 0, 0), Бартош Курек — 23 (13, 5, 5), Михал Руцяк — 3 (2, 0, 1), Пётр Новаковский — 9 (6, 3, 0), Гжегож Косек — 8 (4, 3, 1), Кшиштоф Игначак (л), Пётр Грушка — 10 (9, 0, 1), Павел Войцкий, Марцин Можджонек, Михал Кубяк — 2 (2, 0, 0). Очки — 97:87 (атака — 57:41, блок — 10:13, подача — 8:8, ошибки соперника — 22:25). Время матча — 1:49. Ergo Arena. 10 020 зрителей. Отчёт. | |
| № 17 (499) | 10 июля. Гданьск — Сопот. Бразилия — Россия — 2:3 (25:23, 25:27, 23:25, 25:22, 11:15). Мировая лига. Финальный раунд. Финал |
| Бразилия: Бруно, Тео — 16 (14, 2, 0), Жиба — 16 (12, 2, 0), Мурило — 12 (11, 1, 0), Сидан — 7 (5, 2, 0), Лукас — 11 (6, 2, 3), Сержио (л), Марлон — 1 (0, 0, 1), Леандро Висото — 6 (4, 2, 0), Родриган — 3 (2, 1, 0). Россия: Сергей Гранкин, Максим Михайлов — 26 (24, 2, 0), Тарас Хтей — 14 (10, 2, 2), Денис Бирюков — 15 (12, 1, 2), Дмитрий Мусэрский — 10 (6, 2, 2), Александр Волков — 11 (7, 3, 1), Александр Соколов (л), Хачатур Степанян, Александр Бутько — 2 (1, 1, 0), Дмитрий Ильиных — 5 (3, 1, 1), Николай Апаликов. Очки — 109:112 (атака — 54:63, блок — 12:12, подача — 6:8, ошибки соперника — 37:29). Время матча — 2:04. Ergo Arena. 10 200 зрителей. Отчёт. | |
| № 18 (500) | 10 сентября. Карловы Вары. Россия — Эстония — 3:0 (25:17, 25:19, 25:17). Чемпионат Европы                                   |
| Россия: Сергей Гранкин, Максим Михайлов — 10 (8, 1, 1), Тарас Хтей — 9 (9, 0, 0), Денис Бирюков — 13 (9, 3, 1), Дмитрий Мусэрский — 8 (5, 1, 2), Александр Волков — 11 (7, 4, 0), Александр Соколов (л), Николай Апаликов — 1 (1, 0, 0), Евгений Сивожелез — 1 (1, 0, 0), Дмитрий Ильиных — 1 (1, 0, 0). Эстония: Керт Тообал — 1 (0, 1, 0), Оливер Венно — 11 (11, 0, 0), Кейт Пупарт — 7 (7, 0, 0), Яанус Ныммсалу — 3 (3, 0, 0), Раймо Паюсалу — 3 (3, 0, 0), Ардо Креэк — 8 (5, 1, 2), Аско Эсна (л), Меэлис Кивисильд, Мартти Кеэль, Арго Мересаар — 1 (1, 0, 0), Ээрик Яаго. Очки — 75:53 (атака — 41:30, блок — 9:2, подача — 4:2, ошибки соперника — 21:19). Время матча — 1:14. KV Arena. 4300 зрителей. Отчёт. | |
| № 19 (501) | 11 сентября. Карловы Вары. Португалия — Россия — 1:3 (15:25, 25:23, 22:25, 13:25). Чемпионат Европы                         |
| Португалия: Тьягу Вьолас — 1 (0, 0, 1), Валдир Секейра — 12 (11, 1, 0), Флавиу Круш — 14 (14, 0, 0), Уго Гашпар — 6 (5, 0, 1), Жуан Малвейру — 12 (5, 5, 2), Жуан Жозе — 3 (2, 1, 0), Карлуш Тейшейра (л), Иву Казаш, Карлуш Фидалгу, Руй Сантуш. Россия: Сергей Гранкин — 2 (1, 1, 0), Максим Михайлов — 22 (17, 3, 2), Тарас Хтей — 11 (8, 3, 0), Денис Бирюков — 11 (8, 2, 1), Дмитрий Мусэрский — 1 (1, 0, 0), Александр Волков — 14 (9, 3, 2), Александр Соколов (л), Николай Апаликов — 8 (3, 2, 3), Евгений Сивожелез — 1 (0, 1, 0). Очки — 75:98 (атака — 37:47, блок — 7:15, подача — 4:8, ошибки соперника — 27:28). Время матча — 1:46. KV Arena. 3600 зрителей. Отчёт. | |
| № 20 (502) | 12 сентября. Карловы Вары. Чехия — Россия — 0:3 (19:25, 14:25, 18:25). Чемпионат Европы                                     |
| Чехия: Лукаш Тихачек — 3 (2, 0, 1), Ян Штокр — 1 (1, 0, 0), Иржи Попелка — 2 (2, 0, 0), Петер Платеник — 8 (8, 0, 0), Петр Конечный — 4 (3, 1, 0), Якуб Веселый — 5 (5, 0, 0), Мартин Крыштоф (л), Давид Конечный — 9 (9, 0, 0), Радек Мах, Петр Заплетал, Онджей Гудечек — 1 (0, 1, 0). Россия: Сергей Гранкин — 2 (1, 1, 0), Максим Михайлов — 14 (11, 1, 2), Тарас Хтей — 11 (9, 2, 0), Денис Бирюков — 9 (8, 1, 0), Дмитрий Мусэрский — 9 (8, 1, 0), Александр Волков — 8 (5, 3, 0), Александр Соколов (л), Максим Жигалов — 1 (1, 0, 0), Дмитрий Ильиных — 2 (1, 1, 0), Евгений Сивожелез Очки — 51:75 (атака — 30:44, блок — 2:10, подача — 1:2, ошибки соперника — 18:19). Время матча — 1:09. KV Arena. 6000 зрителей. Отчёт. | |
| № 21 (503) | 15 сентября. Карловы Вары. Россия — Болгария — 3:1 (22:25, 25:19, 25:18, 25:19). Чемпионат Европы. 1/4 финала               |
| Россия: Сергей Гранкин — 3 (0, 3, 0), Максим Михайлов — 18 (17, 1, 0), Тарас Хтей — 16 (14, 1, 1), Денис Бирюков — 17 (16, 1, 0), Дмитрий Мусэрский — 14 (11, 3, 0), Александр Волков — 11 (9, 2, 0), Александр Соколов (л), Евгений Сивожелез, Николай Апаликов. Болгария: Андрей Жеков — 1 (1, 0, 0), Владимир Николов — 15 (11, 3, 1), Матей Казийски — 17 (16, 1, 0), Тодор Алексиев — 9 (8, 0, 1), Виктор Йосифов — 4 (3, 1, 0), Теодор Тодоров — 5 (2, 3, 0), Владислав Иванов (л), Мартин Божилов — 2 (2, 0, 0), Цветан Соколов — 5 (5, 0, 0), Методи Ананиев — 1 (1, 0, 0), Христо Цветанов, Валентин Братоев. Очки — 97:81 (атака — 67:49, блок — 11:8, подача — 1:2, ошибки соперника — 18:22). Время матча — 1:43. KV Arena. 4200 зрителей. Отчёт. | |
| № 22 (504) | 17 сентября. Вена. Сербия — Россия — 3:2 (25:23, 17:25, 22:25, 33:31, 15:13). Чемпионат Европы. 1/2 финала                  |
| Сербия: Владо Петкович — 1 (0, 1, 0), Иван Милькович — 28 (26, 1, 1), Никола Ковачевич — 17 (15, 2, 0), Милош Никич — 15 (15, 0, 0), Драган Станкович — 10 (5, 5, 0), Марко Подрашчанин — 6 (3, 3, 0), Никола Росич (л), Милош Терзич, Михайло Митич, Милан Рашич, Урош Ковачевич. Россия: Сергей Гранкин — 1 (0, 1, 0), Максим Михайлов — 25 (24, 1, 0), Тарас Хтей — 18 (16, 1, 1), Денис Бирюков — 17 (15, 2, 0), Николай Апаликов — 1 (1, 0, 0), Александр Волков — 11 (7, 3, 1), Александр Соколов (л), Дмитрий Мусэрский — 10 (5, 4, 1), Максим Жигалов, Александр Бутько — 1 (0, 1, 0), Евгений Сивожелез, Дмитрий Ильиных. Очки — 112:117 (атака — 64:68, блок — 12:13, подача — 1:3, ошибки соперника — 35:33). Время матча — 2:13. Wiener Stadthalle. 7600 зрителей. Отчёт.                                                                                      | |
| № 23 (505) | 18 сентября. Вена. Польша — Россия — 3:1 (25:23, 18:25, 25:21, 25:19). Чемпионат Европы. Матч за 3-е место                  |
| Польша: Лукаш Жигадло — 4 (2, 2, 0), Якуб Ярош — 15 (11, 0, 4), Бартош Курек — 23 (20, 2, 1), Михал Кубяк — 18 (16, 2, 0), Пётр Новаковский — 4 (3, 1, 0), Марцин Можджонек — 2 (1, 1, 0), Кшиштоф Игначак (л), Пётр Грушка — 2 (1, 1, 0), Гжегож Косек — 2 (1, 1, 0). Россия: Сергей Гранкин — 2 (2, 0, 0), Максим Михайлов — 25 (21, 3, 1), Тарас Хтей — 5 (4, 0, 1), Денис Бирюков — 4 (4, 0, 0), Дмитрий Мусэрский — 9 (7, 2, 0), Александр Волков — 6 (4, 1, 1), Александр Соколов (л), Евгений Сивожелез — 9 (6, 1, 2), Максим Жигалов, Дмитрий Ильиных, Николай Апаликов — 2 (2, 0, 0), Александр Бутько. Очки — 93:88 (атака — 55:50, блок — 10:7, подача — 5:5, ошибки соперника — 23:26). Время матча — 1:42. Wiener Stadthalle. 7000 зрителей. Отчёт. | |
| № 24 (506) | 20 ноября. Кагосима. Италия — Россия — 1:3 (25:22, 22:25, 22:25, 21:25). Кубок мира                                         |
| Италия: Драган Травица — 4 (3, 1, 0), Михал Ласко — 26 (23, 3, 0), Иван Зайцев — 14 (11, 2, 1), Кристиан Савани — 13 (11, 0, 2), Луиджи Мастранджело — 3 (2, 1, 0), Алессандро Феи — 3 (2, 1, 0), Андреа Джови (л), Симоне Пароди, Симоне Бути. Россия: Александр Бутько — 4 (1, 2, 1), Максим Михайлов — 19 (17, 0, 2), Денис Бирюков — 13 (10, 2, 1), Сергей Тетюхин — 13 (11, 2, 0), Дмитрий Мусэрский — 1 (0, 1, 0), Александр Волков — 11 (4, 7, 0), Алексей Обмочаев (л), Николай Апаликов — 8 (7, 0, 1). Очки — 90:97 (атака — 52:50, блок — 8:14, подача — 3:5, ошибки соперника — 27:28). Время матча — 1:47. Kagoshima Arena. 4800 зрителей. Отчёт. | |
| № 25 (507) | 21 ноября. Кагосима. Россия — Китай — 3:0 (25:18, 25:20, 25:18). Кубок мира                                                 |
| Россия: Александр Бутько — 3 (0, 3, 0), Максим Михайлов — 17 (11, 2, 4), Денис Бирюков — 9 (7, 2, 0), Сергей Тетюхин — 9 (7, 1, 1), Николай Апаликов — 7 (6, 1, 0), Дмитрий Мусэрский — 10 (7, 2, 1), Александр Соколов (л), Евгений Сивожелез, Сергей Макаров, Роман Яковлев — 1 (1, 0, 0), Павел Круглов — 4 (3, 1, 0). Китай: Ли Жуньмин — 2 (1, 1, 0), Чэнь Пин — 13 (13, 0, 0), Чжан Чэнь — 3 (2, 1, 0), Чжун Вэйцзюнь — 4 (4, 0, 0), Бянь Хунминь — 6 (5, 1, 0), Лян Чуньлун — 1 (1, 0, 0), Жэнь Ци (л), Юань Чжи, Кун Фаньвэй, Цуй Цзяньцзюнь — 3 (2, 0, 1), Гэн Синь — 4 (2, 1, 1), Чжан Гоцзюнь. Очки — 75:56 (атака — 42:30, блок — 12:4, подача — 6:2, ошибки соперника — 15:20). Время матча — 1:11. Kagoshima Arena. 2500 зрителей. Отчёт. | |
| № 26 (508) | 22 ноября. Кагосима. США — Россия — 0:3 (18:25, 18:25, 24:26). Кубок мира                                                   |
| США: Кевин Хансен, Клейтон Стэнли — 17 (12, 2, 3), Мэттью Андерсон — 1 (1, 0, 0), Уильям Придди — 7 (6, 1, 0), Дэвид Ли — 6 (4, 2, 0), Райан Миллар — 3 (2, 1, 0), Ричард Лэмбурн (л), Шон Руни — 3 (3, 0, 0), Эван Патак, Райли Сэлмон, Рассел Холмс — 3 (0, 3, 0). Россия: Александр Бутько — 8 (2, 6, 0), Максим Михайлов — 18 (15, 2, 1), Денис Бирюков — 10 (10, 0, 0), Сергей Тетюхин — 5 (5, 0, 0), Дмитрий Мусэрский — 1 (1, 0, 0), Александр Волков — 8 (6, 1, 1), Александр Соколов (л), Николай Апаликов — 9 (4, 5, 0), Тарас Хтей. Очки — 60:76 (атака — 28:43, блок — 9:14, подача — 3:2, ошибки соперника — 20:17). Время матча — 1:16. Kagoshima Arena. 4000 зрителей. Отчёт. | |
| № 27 (509) | 24 ноября. Кумамото. Бразилия — Россия — 3:0 (25:16, 25:19, 25:22). Кубок мира                                              |
| Бразилия: Бруно, Леандро Висото — 9 (8, 1, 0), Жиба — 10 (9, 1, 0), Мурило — 12 (10, 1, 1), Сидан — 5 (4, 0, 1), Лукас — 6 (3, 1, 2), Сержио (л), Бруно, Тео — 2 (2, 0, 0), Уоллес. Россия: Александр Бутько — 1 (0, 1, 0), Максим Михайлов — 10 (9, 1, 0), Денис Бирюков — 5 (4, 1, 0), Сергей Тетюхин — 14 (10, 0, 4), Дмитрий Мусэрский, Александр Волков — 1 (1, 0, 0), Александр Соколов (л), Николай Апаликов — 2 (2, 0, 0), Тарас Хтей — 3 (3, 0, 0), Сергей Макаров, Павел Круглов — 7 (6, 1, 0). Очки — 75:57 (атака — 38:35, блок — 4:4, подача — 4:4, ошибки соперника — 29:14). Время матча — 1:16. Kumamoto Prefectural Gymnasium. 2500 зрителей. Отчёт. | |
| № 28 (510) | 25 ноября. Кумамото. Россия — Египет — 3:1 (25:18, 25:17, 23:25, 25:9). Кубок мира                                          |
| Россия: Александр Бутько — 3 (0, 1, 2), Максим Михайлов — 22 (18, 1, 3), Тарас Хтей — 11 (11, 0, 0), Сергей Тетюхин — 4 (4, 0, 0), Дмитрий Мусэрский — 9 (9, 0, 0), Александр Волков — 10 (6, 2, 2), Александр Соколов (л), Денис Бирюков — 3 (2, 1, 0), Сергей Макаров, Павел Круглов — 4 (3, 1, 0). Египет: Абдалла Ахмед, Ахмед Салах — 6 (5, 0, 1), Ахмед Афифи — 5 (4, 0, 1), Мохамед Бадави — 11 (10, 0, 1), Абдель Латиф Ахмед — 3 (2, 1, 0), Рашад Атиа — 8 (7, 1, 0), Мохамед Моавад (л), Ашраф Абуэльхассан — 3 (1, 0, 2), Реда Хайкал — 10 (8, 1, 1), Мохамед Исса, Ахмед Абдель Фаттах — 1 (1, 0, 0). Очки — 98:69 (атака — 53:38, блок — 6:3, подача — 7:6, ошибки соперника — 32:22). Время матча — 1:27. Kumamoto Prefectural Gymnasium. 1350 зрителей. Отчёт.                                                                                              | |
| № 29 (511) | 27 ноября. Хамамацу. Сербия — Россия — 0:3 (16:25, 16:25, 15:25). Кубок мира                                                |
| Сербия: Михайло Митич — 2 (0, 2, 0), Александар Атанасиевич — 10 (10, 0, 0), Урош Ковачевич — 11 (10, 1, 0), Милош Вемич — 9 (9, 0, 0), Милан Рашич — 3 (3, 0, 0), Борислав Петрович — 6 (4, 1, 1), Никола Росич (л), Милош Терзич — 1 (1, 0, 0). Россия: Александр Бутько — 1 (1, 0, 0), Максим Михайлов — 11 (6, 4, 1), Тарас Хтей — 13 (13, 0, 0), Сергей Тетюхин — 6 (5, 0, 1), Дмитрий Мусэрский — 10 (7, 3, 0), Александр Волков — 5 (1, 2, 2), Алексей Обмочаев (л), Сергей Макаров — 2 (0, 1, 1), Роман Яковлев — 9 (7, 2, 0), Денис Бирюков — 4 (3, 0, 1), Николай Апаликов — 4 (1, 3, 0). Очки — 47:75 (атака — 37:44, блок — 4:15, подача — 1:6, ошибки соперника — 5:10). Время матча — 1:03. Hamamatsu Arena. 3040 зрителей. Отчёт. | |
| № 30 (512) | 28 ноября. Хамамацу. Аргентина — Россия — 0:3 (23:25, 22:25, 19:25). Кубок мира                                             |
| Аргентина: Лучано де Чекко — 1 (1, 0, 0), Федерико Перейра — 11 (9, 2, 0), Факундо Конте — 11 (10, 0, 1), Родриго Кирога — 3 (1, 1, 1), Себастьян Соле — 7 (3, 4, 0), Пабло Крер — 4 (4, 0, 0), Алексис Гонсалес (л), Кристиан Поглахен — 2 (2, 0, 0), Иван Кастельяни — 2 (2, 0, 0), Мариано Джустиниано — 1 (1, 0, 0). Россия: Александр Бутько — 6 (2, 3, 1), Максим Михайлов — 16 (16, 0, 0), Тарас Хтей — 9 (5, 3, 1), Сергей Тетюхин — 5 (3, 2, 0), Николай Апаликов — 5 (3, 0, 2), Александр Волков — 9 (7, 2, 0), Алексей Обмочаев (л). Очки — 64:75 (атака — 33:36, блок — 7:10, подача — 2:4, ошибки соперника — 22:25). Время матча — 1:14. Hamamatsu Arena. 1300 зрителей. Отчёт. | |
| № 31 (513) | 29 ноября. Хамамацу. Куба — Россия — 1:3 (23:25, 27:25, 18:25, 12:25). Кубок мира                                           |
| Куба: Иосмани Диас — 2 (1, 0, 1), Фернандо Эрнандес — 17 (16, 0, 1), Вильфредо Леон — 12 (10, 1, 1), Энри Бель — 3 (3, 0, 0), Яссель Пердомо — 7 (4, 3, 0), Исбель Меса — 9 (5, 3, 1), Кейбель Гутьеррес (л), Лиан Эстрада, Роландо Сепеда — 3 (2, 1, 0), Райдель Йерресуэло — 1 (0, 1, 0), Давид Фьель, Йордан Биссет. Россия: Александр Бутько — 1 (1, 0, 0), Максим Михайлов — 28 (23, 4, 1), Тарас Хтей — 11 (10, 1, 0), Сергей Тетюхин — 10 (9, 1, 0), Николай Апаликов — 9 (2, 3, 4), Александр Волков — 13 (8, 4, 1), Александр Соколов (л), Денис Бирюков. Очки — 80:100 (атака — 41:53, блок — 9:13, подача — 4:6, ошибки соперника — 26:28). Время матча — 1:36. Hamamatsu Arena. 1700 зрителей. Отчёт. | |
| № 32 (514) | 2 декабря. Токио. Япония — Россия — 0:3 (23:25, 16:25, 23:25). Кубок мира                                                   |
| Япония: Юта Абэ — 1 (1, 0, 0), Кунихиро Симидзу — 12 (12, 0, 0), Тацуя Фукудзава — 6 (6, 0, 0), Юсукэ Исидзима — 6 (5, 1, 0), Ёсифуми Судзуки — 2 (2, 0, 0), Кота Ямамура — 8 (4, 2, 2), Осаму Танабэ (л), Дайсукэ Усами — 1 (1, 0, 0), Ёсихико Мацумото — 5 (4, 0, 1), Дайсукэ Яко — 1 (1, 0, 0), Юта Ёнэяма — 1 (1, 0, 0), Такахиро Ямамото. Россия: Александр Бутько — 1 (0, 1, 0), Максим Михайлов — 19 (15, 3, 1), Денис Бирюков — 12 (11, 0, 1), Тарас Хтей — 9 (7, 1, 1), Николай Апаликов — 7 (5, 2, 0), Александр Волков — 9 (3, 5, 1), Александр Соколов (л), Евгений Сивожелез. Очки — 62:75 (атака — 37:41, блок — 3:12, подача — 3:4, ошибки соперника — 19:18). Время матча — 1:16. Yoyogi National Stadium. 7700 зрителей. Отчёт. | |
| № 33 (515) | 3 декабря. Токио. Иран — Россия — 0:3 (29:31, 21:25, 18:25). Кубок мира                                                     |
| Иран: Мехди Махдави — 2 (1, 1, 0), Амир Гафур — 19 (15, 3, 1), Фархад Назари — 6 (4, 2, 0), Араш Камалванд — 4 (3, 0, 1), Мохаммад Мусави — 8 (4, 3, 1), Алиреза Нади — 7 (5, 2, 0), Фархад Зариф (л), Араш Кешаварзи, Мехди Базаргарде — 2 (1, 1, 0), Амир Хосейни, Хамзех Зарини — 3 (3, 0, 0). Россия: Александр Бутько — 5 (0, 5, 0), Максим Михайлов — 15 (11, 2, 2), Денис Бирюков — 14 (13, 1, 0), Тарас Хтей — 13 (10, 2, 1), Николай Апаликов — 9 (4, 2, 3), Александр Волков — 4 (2, 2, 0), Александр Соколов (л), Евгений Сивожелез, Дмитрий Мусэрский — 3 (3, 0, 0). Очки — 68:81 (атака — 36:43, блок — 12:14, подача — 3:6, ошибки соперника — 17:18). Время матча — 1:14. Yoyogi National Stadium. 1500 зрителей. Отчёт. | |
| № 34 (516) | 4 декабря. Токио. Польша — Россия — 2:3 (23:25, 25:23, 22:25, 25:17, 15:17). Кубок мира                                     |
| Польша: Лукаш Жигадло — 1 (0, 0, 1), Збигнев Бартман — 11 (11, 0, 0), Михал Винярский — 7 (6, 1, 0), Бартош Курек — 18 (16, 2, 0), Пётр Новаковский — 8 (6, 1, 1), Марцин Можджонек — 8 (3, 5, 0), Кшиштоф Игначак (л), Михал Руцяк — 8 (7, 0, 1), Павел Загумный — 2 (1, 1, 0), Якуб Ярош — 13 (9, 0, 4), Патрик Чарновский — 3 (3, 0, 0). Россия: Александр Бутько — 2 (0, 1, 1), Максим Михайлов — 10 (9, 1, 0), Денис Бирюков — 13 (10, 3, 0), Тарас Хтей — 9 (9, 0, 0), Николай Апаликов — 9 (5, 3, 1), Дмитрий Мусэрский — 12 (12, 0, 0), Александр Соколов (л), Александр Волков — 6 (5, 1, 0), Сергей Макаров, Павел Круглов — 6 (5, 1, 0), Евгений Сивожелез — 5 (5, 0, 0), Роман Яковлев — 4 (4, 0, 0). Очки — 110:107 (атака — 62:64, блок — 10:10, подача — 7:2, ошибки соперника — 31:31). Время матча — 1:49. Yoyogi National Stadium. 2400 зрителей. Отчёт. | |

## Неофициальные матчи
| Мемориал Вагнера в Катовицах |
| 26 августа. Россия — Италия — 2:3 (30:32, 25:19, 32:30, 22:25, 15:17) Россия: Сергей Гранкин — 4, Максим Михайлов — 16, Тарас Хтей — 15, Денис Бирюков — 7, Дмитрий Мусэрский — 15, Александр Волков — 17, Александр Соколов (л), Валерий Комаров (л), Дмитрий Ильиных — 10, Максим Жигалов, Александр Бутько — 2. Италия: Драган Травица — 2, Михал Ласко — 10, Габриэле Маруотти — 10, Кристиан Савани — 20, Луиджи Мастранджело — 22, Симоне Бути — 10, Андреа Джови (л), Андреа Бари (л), Симоне Пароди — 2, Данте Бонинфанте, Эмануэле Бирарелли, Джулио Сабби — 8. Время матча — 2:23. |
| 27 августа. Россия — Чехия — 3:0 (25:17, 25:18, 25:14) Россия: Сергей Гранкин, Максим Михайлов — 21, Тарас Хтей — 10, Денис Бирюков — 11, Дмитрий Мусэрский — 9, Александр Волков — 7, Александр Соколов (л), Валерий Комаров (л), Максим Жигалов — 2, Николай Апаликов, Александр Бутько. Чехия: Лукаш Тихачек — 2, Ян Штокр — 2, Иржи Попелка — 4, Петер Платеник — 11, Петр Конечный — 5, Якуб Веселый — 4, Мартин Крыштоф (л), Давид Конечный — 9, Алеш Голубец — 1, Онджей Гудечек, Петр Заплетал, Михал Граздира. Время матча — 1:09.                                                  |
| 28 августа. Польша — Россия — 0:3 (22:25, 16:25, 19:25) Польша: Лукаш Жигадло — 2, Пётр Грушка — 4, Бартош Курек — 11, Михал Кубяк — 13, Пётр Новаковский — 5, Гжегож Косок — 2, Кшиштоф Игначак (л), Якуб Ярош — 7, Михал Руцяк, Марцин Можджонек — 2. Россия: Александр Бутько — 1, Максим Михайлов — 13, Тарас Хтей — 7, Денис Бирюков — 7, Николай Апаликов — 7, Александр Волков — 13, Александр Соколов (л), Валерий Комаров (л), Дмитрий Ильиных — 6, Максим Жигалов — 2, Сергей Гранкин — 1. Время матча — 1:16.                                                                     |
| Товарищеские матчи |
| 20 мая. Милич. Польша — Россия — 3:1 (23:25, 28:26, 27:25, 25:19) Польша: Павел Войцкий — 2, Збигнев Бартман — 19, Бартош Курек — 18, Михал Руцяк — 9, Пётр Новаковский — 10, Кароль Клос — 3, Кшиштоф Игначак (л), Гжегож Косок — 6, Якуб Ярош — 2, Фабьян Джизга, Михал Бонкевич. Россия: Александр Бутько — 1, Дмитрий Ильиных — 11, Тарас Хтей — 7, Алексей Спиридонов — 13, Дмитрий Мусэрский — 13, Николай Апаликов — 12, Александр Соколов (л), Сергей Гранкин — 1, Николай Павлов, Денис Бирюков — 9, Дмитрий Красиков — 1. Время матча — 1:52.                                      |
| 21 мая. Твардогура. Польша — Россия — 1:3 (23:25, 25:23, 23:25, 22:25) Польша: Лукаш Жигадло — 2, Збигнев Бартман — 16, Бартош Курек — 17, Михал Руцяк — 6, Пётр Новаковский — 5, Гжегож Косок — 12, Павел Заторский (л), Кароль Клос, Якуб Ярош — 1, Павел Войцкий — 1, Михал Бонкевич — 1. Россия: Александр Бутько — 1, Дмитрий Ильиных — 18, Тарас Хтей — 6, Алексей Спиридонов — 14, Дмитрий Мусэрский — 12, Дмитрий Щербинин — 1, Александр Соколов (л), Николай Апаликов — 7, Сергей Гранкин — 2, Денис Бирюков — 7. Время матча — 1:44.                                              |
| 7 сентября. Карловы Вары. Чехия — Россия — 0:3 (21:25, 22:25, 17:25) Чехия: Лукаш Тихачек, Ян Штокр — 9, Иржи Попелка — 12, Петер Платеник — 8, Петр Конечный — 2, Якуб Веселый — 8, Мартин Крыштоф (л), Радек Мах, Онджей Гудечек — 3, Иржи Бенч, Петр Заплетал — 1, Давид Конечный — 4. Россия: Сергей Гранкин, Максим Михайлов — 16, Тарас Хтей — 3, Денис Бирюков — 13, Дмитрий Мусэрский — 5, Александр Волков — 8, Александр Соколов (л), Максим Жигалов — 1, Николай Апаликов — 4, Евгений Сивожелез — 2, Александр Бутько — 1, Дмитрий Щербинин — 1. Время матча — 1:17.             |

## Игроки сборной в 2011 году
| Игрок              | Год рождения | Амплуа                   | Клуб                        | Турниры и игры | Турниры и игры | Турниры и игры | Всего матчей | Очки              |
| Игрок              | Год рождения | Амплуа                   | Клуб                        | МЛ             | ЧЕ             | КМ             | Всего матчей | Очки              |
| ------------------ | ------------ | ------------------------ | --------------------------- | -------------- | -------------- | -------------- | ------------ | ----------------- |
| Николай Апаликов   | 1982         | блокирующий              | «Зенит»                     | 13 (10)        | 5 (1)          | 10 (6)         | 28           | 145 (76, 46, 23)  |
| Денис Бирюков      | 1988         | доигровщик               | «Газпром-Югра», «Локомотив» | 16 (11)        | 6 (6)          | 10 (7)         | 32           | 333 (262, 46, 25) |
| Александр Бутько   | 1986         | связующий                | «Локомотив»                 | 13 (3)         | 2 (—)          | 11 (11)        | 26           | 45 (10, 29, 6)    |
| Александр Волков   | 1985         | блокирующий              | «Кунео», «Зенит»            | 16 (14)        | 6 (6)          | 10 (9)         | 32           | 285 (179, 85, 21) |
| Сергей Гранкин     | 1985         | связующий                | «Динамо» М                  | 15 (14)        | 6 (6)          |                | 21           | 31 (17, 13, 1)    |
| Максим Жигалов     | 1989         | диагональный             | «Белогорье»                 |                | 3 (—)          |                | 3            | 1 (1, 0, 0)       |
| Дмитрий Ильиных    | 1987         | диагональный, доигровщик | «Белогорье»                 | 13 (3)         | 4 (—)          |                | 17           | 53 (43, 6, 4)     |
| Павел Круглов      | 1985         | диагональный             | «Динамо» М                  |                |                | 4 (—)          | 4            | 21 (17, 4, 0)     |
| Сергей Макаров     | 1980         | связующий                | «Факел»                     |                |                | 5 (—)          | 5            | 2 (0, 1, 1)       |
| Максим Михайлов    | 1988         | диагональный             | «Зенит»                     | 17 (15)        | 6 (6)          | 11 (11)        | 34           | 575 (476, 59, 40) |
| Дмитрий Мусэрский  | 1988         | блокирующий              | «Белогорье»                 | 10 (8)         | 6 (5)          | 8 (7)          | 24           | 194 (130, 40, 24) |
| Алексей Обмочаев   | 1989         | либеро                   | «Зенит»                     |                |                | 3              | 3            |                   |
| Евгений Сивожелез  | 1986         | доигровщик               | «Зенит»                     |                | 6 (—)          | 4 (—)          | 10           | 16 (12, 2, 2)     |
| Александр Соколов  | 1982         | либеро                   | «Факел»                     | 17             | 6              | 8              | 31           | 1 (1, 0, 0)       |
| Алексей Спиридонов | 1988         | доигровщик               | «Искра»                     | 11 (7)         |                |                | 11           | 98 (88, 6, 4)     |
| Хачатур Степанян   | 1985         | либеро, доигровщик       | «Динамо» М                  | 10             |                |                | 10           |                   |
| Сергей Тетюхин     | 1975         | доигровщик               | «Белогорье»                 |                |                | 8 (8)          | 8            | 66 (54, 6, 6)     |
| Тарас Хтей         | 1982         | доигровщик               | «Белогорье»                 | 16 (15)        | 6 (6)          | 9 (7)          | 31           | 312 (265, 36, 11) |
| Дмитрий Щербинин   | 1989         | блокирующий              | «Динамо» М                  | 4 (2)          |                |                | 4            | 14 (10, 3, 1)     |
| Роман Яковлев      | 1976         | диагональный             | «Динамо» Кр                 |                |                | 3 (—)          | 3            | 14 (12, 2, 0)     |

Победителем Мировой лиги также стал Юрий Бережко, который не сыграл на турнире ни одного матча, не успев восстановиться после операции.

## Дополнительные факты
- Уфа стала 11-м городом, принимавшим домашние матчи сборной России в интерконтинентальных раундах турниров Мировой лиги. Ранее игры проходили в Москве (в 1993—2001, 2003, 2006 и 2007 годах), Санкт-Петербурге (1996, 2001, 2002), Липецке (1998), Белгороде (2000—2003), Казани (2002, 2007, 2008), Екатеринбурге (2006, 2010), Ханты-Мансийске (2008), Хабаровске (2009), Сургуте (2009) и Калининграде (2010).
- Сергей Тетюхин, вернувшийся в состав сборной России впервые после чемпионата Европы-2009, стал рекордсменом по количеству официальных матчей за сборную России — по состоянию на конец 2011 года он сыграл в 279 играх. Предыдущий рекорд (276 матчей) принадлежал центральному блокирующему Алексею Казакову.
- Стартовая игра чемпионата Европы Россия — Эстония стала 500-м официальным матчем сборной России. В этом матче к игровой форме волейболистов российской команды были прикреплены чёрные ленточки — в память о погибших в авиакатастрофе под Ярославлем игроках, тренерах и работниках хоккейного клуба «Локомотив».